# Valras-Plage
Valras-Plage település Franciaországban, Hérault megyében. Lakosainak száma 4300 fő (2022. január 1.). Valras-Plage Sérignan és Vendres községekkel határos.

## Népesség
A település népessége az elmúlt években az alábbi módon változott:
| Lakosok száma | 2190 | 2588 | 3043 | 4298 | 4231 | 4186 | 4207 | 4206 | 4188 | 4300 |
|               | 1968 | 1982 | 1990 | 2006 | 2013 | 2015 | 2017 | 2019 | 2020 | 2022 |